# 高橋努 (政治家)
高橋 努（髙橋 努、たかはし つとむ、1943年（昭和18年）5月27日 - ）は、日本の政治家。元埼玉県越谷市長（3期）、埼玉県議会議員（3期）、越谷市議会議員（6期）を務めた。

## 来歴
埼玉県越谷市生まれ。越谷市立荻島小学校、荻島中学校（現越谷市立西中学校）、埼玉県立越ヶ谷高等学校定時制卒業。高校卒業後、越谷市役所に勤務しながら日本大学法学部二部に通学し、1967年に卒業。越谷市役所在職中は自治労越谷市職初代青年婦人部長、書記長、副委員長、越谷地区労副議長を歴任 。
1975年、日本社会党より越谷市議会議員選挙に出馬し、初当選。以後6期連続で当選し、市議会副議長も務める。1982年、埼玉県行政書士会に登録。1999年、埼玉県議会議員補欠選挙に民主党公認で出馬し、当選。以後3期連続で当選し、2009年まで埼玉県議。
2009年、板川文夫越谷市長の引退に伴い、越谷市長選挙に無所属で出馬。民主・社民・国民新3党の推薦を受け、板川市政の継承を掲げて当選した。2013年、再選。2017年、3選。2021年、市長選挙に不出馬を表明して退任。2022年、旭日中綬章受章。

## 市政
- 2019年7月22日、県内の性的少数者（LGBTなど）や支援者らでつくる「レインボーさいたまの会」が、高橋に、同性カップルが婚姻と同等の扱いを受けられる「パートナーシップ宣誓制度」の導入を求める要望書を提出した[5]。2021年4月1日、越谷市は同制度を開始した[6]。